# Gilbert Bretterbauer
Gilbert Bretterbauer (* 1957 in Wien) ist ein österreichischer Textilkünstler.

## Leben
Gilbert Bretterbauer maturierte 1977 an der HTL für Textilindustrie/heute HTBLuVA Wien 5 Spengergasse und studierte von 1979 bis 1986 an der Universität für angewandte Kunst Wien. Nach einer Lehrtätigkeit 1987/1988 an der Universität für angewandte Kunst Wien folgte 1988/1990 ein Postgraduate-Stipendium in Japan; von 1991 bis 1997 erneut eine Lehrtätigkeit an der Universität für angewandte Kunst Wien.
Ab 1998 bestand die Ateliergemeinschaft studio bretterbauer/baldwin, welche ab 2006 nach Hawaii verlegt wurde.
Mit 2011 begann er eine Lehrtätigkeit über Textil·Kunst·Design an der Universität für künstlerische und industrielle Gestaltung Linz.

## Publikationen
- o.t. teppich. Schlebrügge, Wien 2006, ISBN 978-3-85160-033-9.
- Bretterbauer objects. art carpets, furniture, Swiss Re CGD 2008, lamp objects, applied designs. Mit Thomas Raab, Carola Platzek, Adolf Krischanitz, Herbert Lachmayer, Patricia Grzonka. Vorwort von Vitus Weh, Bildband, Schlebrügge.Editor, Wien 2014, ISBN 978-3-902833-64-8.
- test_unlimited west/bretterbauer. Illustrationen von Franz West, Schlebrügge.Editor, Wien 2019, ISBN 978-3-903172-48-7.
- Love seats, kisses & more. Schlebrügge.Editor, Wien 2022, ISBN 978-3-903172-84-5.